# 沙普利-柯蒂斯之争

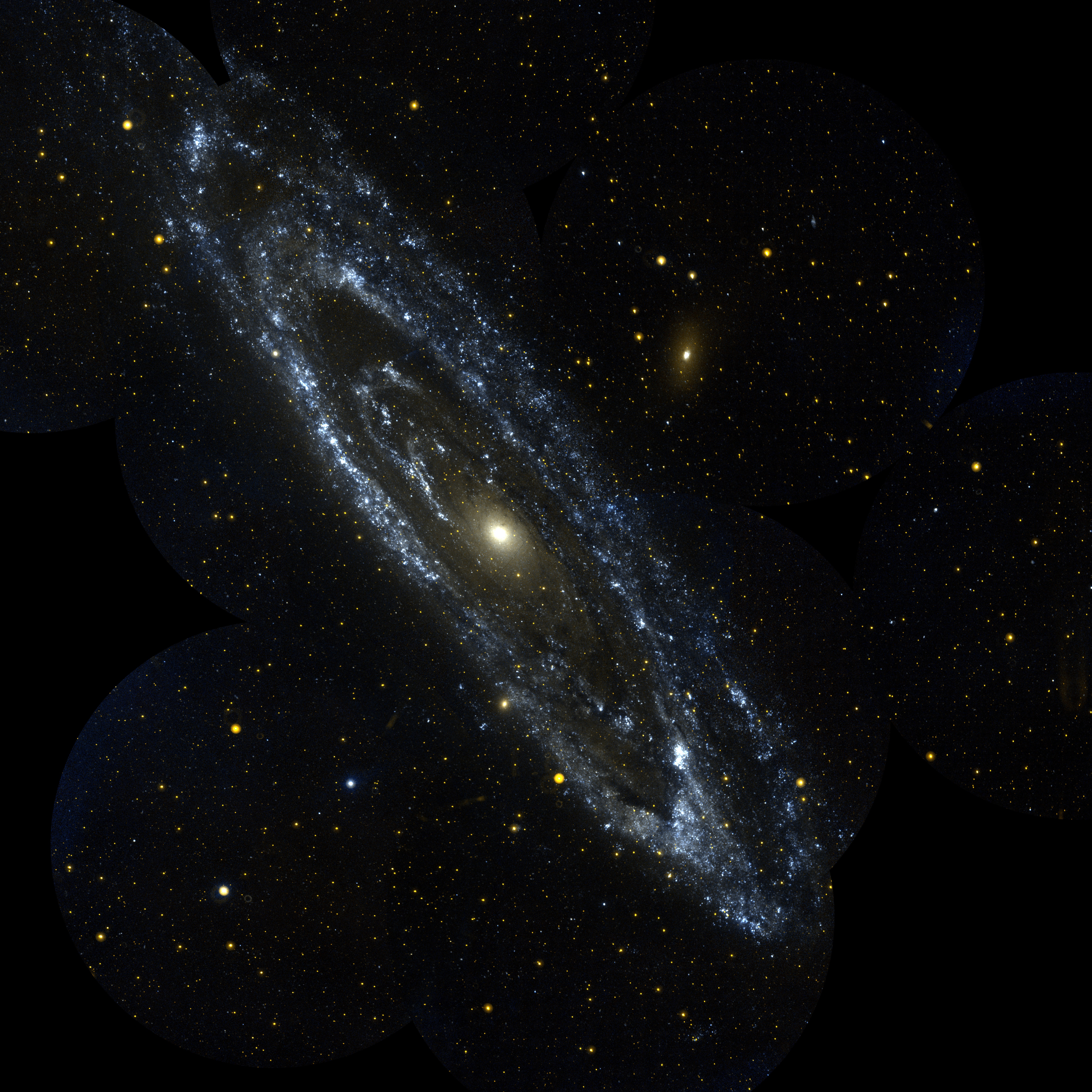
紫外線下所見到的仙女座大星系。

沙普利-柯蒂斯之争也稱為世紀天文大辯論，是天文學上兩位具有影響力的天文學家哈羅·沙普利和希伯·柯蒂斯就螺旋星雲的本質和宇宙的尺度所進行的辯論。辯論中的基本問題是當時所謂的螺旋星雲是在銀河系內的小天體，還是在銀河系外巨大且獨立的星系。
兩位科學家首先在白天發表了有關"宇宙的尺度"的獨立技術論文，然後在當晚參加了聯合討論。關於這場大辯論的大部分知識都源自沙普利和柯蒂斯在 1921年5月號《國家研究委員會公報》 (Bulletin of the National Research Council) 上發表的兩篇論文。每篇發表的論文都包含對另一位科學家在 1920年會議上所主張立場的反駁。
經過公開辯論，科學家們已經能夠驗證兩位天文學家的個別證據，但在其他星系存在的主要觀點上，柯蒂斯已被證明是正確的。

## 過程
這場辯論是1920年4月26日於華盛頓美國國家科學院史密森尼學會的自然史博物館舉行。兩位科學家在當天先各自提出有關宇宙大小的技術性論文，然後參加在黃昏進行的綜合討論。沙普利和科蒂斯兩位於大辯論中提出的技術性論文刊印在1921年5月發行的美國國家科學院期刊上，發表的論文中也包含參與了1920年會議的科學家們對星雲所在位置表達的意見。
沙普利作為銀河系就是整個宇宙議題的代表，他認為像仙女座星雲和螺旋星雲是小天體，並且只是銀河系的一部份。他引用相對大小的主張 －如果仙女座星雲不是銀河系的一部分，則它的距離一定是108光年的數量級－ 這是當時大多數天文學家都不能接受的尺度。阿德里安·范·馬納恩也為沙普利的數據提供了參數，范·馬納恩是當時受尊敬的天文學家，他聲稱觀測到了風車星系的自轉，而如果風車星系是一個遙遠的星系，則所觀測到的旋轉速度顯然超過了宇宙的速度限制，光速。他的論點同樣也用於在仙女座星系觀測到的新星，這顆新星(仙女座S)曾在仙女座星系的核心短暫的閃耀過一陣子。表面上看來，對一顆新星而言，其總能量是不合理的，因此這顆新星和仙女座星雲本身都應該是在我們的銀河系之內。如果仙女座星雲的本質是一個星系是正確的，這顆新星就有令人不可思議的亮度，才能讓我們從如此遙遠的距離上看見它。
站在另一邊的柯蒂斯認為仙女座星雲和其它這一類的星雲都是獨立的星系或島宇宙。他顯示出現在仙女座星雲中的新星比銀河系還要多，從這個事例中他問到：為何在這個小範圍的部分區域中，新星會比銀河系其它的部分更多。由此，他推論仙女座星雲是一個獨立的星系，有它自己的年齡和新星的發生。他也引用在其它星系中也有類似我們銀河系中的塵埃雲產生的暗線，和在其它星系中發現大量的都卜勒位移。
柯蒂斯表示，如果范·馬納恩對風車星系自轉的觀測是正確的，他自己本身對宇宙的尺度和銀河系的認識就是全盤錯誤的。

## 辯論後
1924年，愛德溫·哈伯計算仙女座大星系中某經典造父變星的距離，顯示它不是銀河系內的成員。現在知道銀河系只是可見宇宙中數千億星系間的一個，證明柯蒂斯在辯論中的論點是比較正確的。同時，現在也知道沙普利在辯論中提到的新星實際上是一顆超新星，它在短時間內釋放出的能量超過一個星系在平常時釋出的總能量。在另一個論點上的結果是平手的，因為銀河的實際大小介於沙普利和柯蒂斯提出的大小之間；或比較偏向於沙普利，因為柯蒂斯將太陽置於銀河系的中心，但沙普利將太陽正確的放置在銀河系的外緣地區
。
後來發現范·馬納恩的觀察結果是錯誤的，因為一個人有生之年是不可能觀察到風車星系的轉動現象。

## 其它的大辯論
這場大辯論的形式隨後被用來論證天文學基本性質的範例。為了紀念這一次的"大辯論"，史密森學會又舉辦了4次活動。

## 外部連結
- The Shapley–Curtis Debate in 1920 （页面存档备份，存于） – 在NASA的網站重新釋出的該次辯論的相關資源。